# الإمارات في الألعاب الأولمبية الصيفية 2012
شاركت الإمارات في دورة ألعاب أولمبية صيفية 2012، لندن المملكة المتحدة، في الفترة من 27 يوليو - 12 أغسطس 2012. ودخلت ب 26 رياضي في 6منافسات

## مقالات ذات صلة
- الوطن العربي في الألعاب الأولمبية الصيفية 2012